# Eufrosin Poteca
Eufrosin Poteca, né en 1786 dans le Județ de Prahova en Valachie et mort en 1858, est un prêtre orthodoxe, moine, théologien, philosophe, pédagogue, linguiste et traducteur roumain. Il fut l'un des promoteurs de la renaissance culturelle roumaine et de l'abolition de la servitude, et enseigna au collège national Saint Sava de Bucarest.

## Biographie
Eufrosin Poteca débute dans une vie monastique empreinte d'hésychasme. En 1808, il se rend à Bucarest et devient hiérodiacre (moine-diacre). Le 21 janvier 1813, il est nommé hiéromoine. La même année il entre comme étudiant de langue grecque à l'Académie princière de Bucarest.
Eufrosin Poteca fut enseignant au collège national Saint Sava qui était l'une des plus prestigieuses institutions académiques de Valachie, créée en 1818, dans le cadre de l'Académie princière de Bucarest, dans les bâtiments du monastère de Saint-Sava, devenu de nos jours le site de l'Université de Bucarest. En 1816, il y postule comme professeur et en 1818, alors que Benjamin de Lesbos est directeur de l'Académie, Eufrosin devient professeur de géographie dans le même collège et commence un enseignement en langue roumaine en compagnie d'autres enseignants, notamment Gheorghe Lazăr.
En 1821, à la suite de la révolution grecque et roumaine dans les Balkans et dans les principautés danubiennes, le sultan de l'Empire ottoman, Mahmoud II, interdit les écoles de langue grecque, ce qui favorise le développement des écoles de langue roumaine. C'est au professeur et ingénieur Gheorghe Lazăr que l'on doit cette création dans le cadre de l'organisation de l'administration scolaire en Roumanie dont il était responsable. Gheorghe Lazăr fut aidé dans cette organisation de l'enseignement en langue roumaine par plusieurs personnalités intellectuelles telles que Petrache Poenaru, Ion Heliade Rădulescu et Eufrosin Poteca.
En 1830, à 44 ans, il est considéré comme trop âgé et obligé de prendre sa retraite. Il y a peut-être une relation avec sa liaison avec la femme d'un prêtre local (les prêtres orthodoxes peuvent se marier), avec laquelle il eut un fils, nommé Radu Popescu (patronyme signifiant « fils de pope »). Son fils, dont l'ascendance ne fut évidemment pas rendue publique, fut son élève, devînt son secrétaire particulier et sera plus tard père du philosophe et sociologue Constantin Rădulescu-Motru (en), qui est donc le petit-fils biologique d'Eufrosin Poteca.
Eufrosin Poteca passa le reste de sa vie à traduire des œuvres d'auteurs français.

## Traductions
- 1845 : traducteur de Claude Fleury : Les mœurs des Israélites (1681) et Les mœurs des Chrétiens (1682).
- 1846 : traducteur de Jean-Baptiste Massillon : Petit Carême (1718).
- 1855 : traducteur de Jacques-Bénigne Bossuet : Discours sur l'histoire universelle (1681).